# 南沙河 (温榆河)
南沙河是北京地区的一条河流，为温榆河的支流。

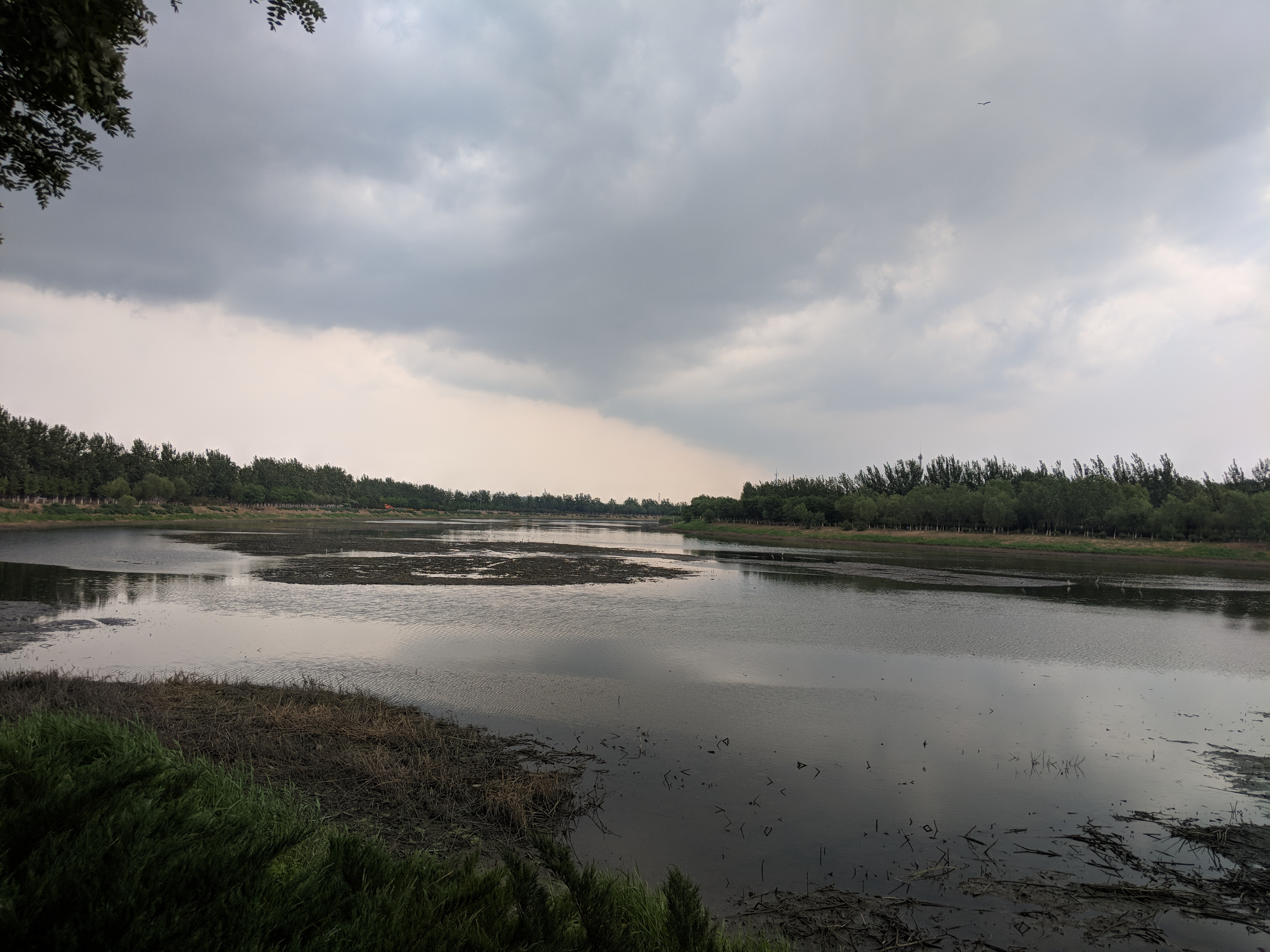
南沙河风景

源头分南北二支：北支发源于海淀区西北部的上方寺、龙泉寺，南支发源于寨口村。二支汇于上庄乡西马房村，流经昌平县进入沙河水库。全长2l公里，宽100米，流域面积220平方公里。
沿河有稻香湖天然公园、上方寺、龙泉寺、大石佛、大觉寺、金山寺等景点。
40°07′17″N 116°16′58″E / 40.1213722°N 116.2828743°E